# 新・春香伝
『新・春香伝』（しん・しゅんかでん）は、CLAMPによるファンタジー漫画。

## 概要
「セリエミステリーSPECIAL」（白泉社）の、1992年10月20日号・1993年8月20日号・1994年2月20日号において掲載された。全3話。1994年11月30日には、ドラマCDが発売され、脚本はCLAMPが手がけている（原作の蓮姫、懐旧譚がベースとなっている）。
李氏朝鮮時代の小説『春香伝（チュニャンヂョン）』を原作としながらも、CLAMPによる独自のアレンジが加えられた作品となっている。

## あらすじ
高麗（コリョ）国に蓮姫（リョンフイ）と呼ばれる小さな町があった。この町を管理していた貴族階級両班の男は、必要以上の徴税によって住民を苦しめ、その息子もまた町中で住民に粗野な態度で振舞っていた。春香は、それが我慢ならず、悪人を得意の武術で懲らしめる日を送っている。そんなある日、夢龍という旅人が、春香の家を訪ねてくる。

## 登場人物
声の記述は、ドラマCDのみ。
春香（チュニャン）声：白鳥由里
主人公。14歳。ポニーテールが特徴の少女で、正義感に溢れる。死んだ父親の代わりに母を守るため、武術を習得した。耳飾りを武器に変えるなどの術も使える。
明華（ミョンファ）声：池田昌子
春香の母親。高麗一と名高い秘術師（シンバン）で、薬の調合や呪いを生業としている。美人。
夢龍（ムロン）声：置鮎龍太郎
旅人と称して明華を訪ねるが、両班の悪行にも関心がある様子。食べ物に目がない大食漢。
両班（リャンバン）声：麦人
高麗の中央政府（チュンアン）から派遣された、蓮姫の支配者。明華に言い寄るも、春香によって度々追い返されている。
両班の息子声：飛田展男
父親の権力を笠に着て、町中でしばしば横暴に振舞う。
香丹（ヒャンタン）声：永島由子
町中で両班の息子に絡まれていたのを、春香に助けられた女性。
玉蓮（オンリョン）、春蓮（チュンリョン）
蓮姫を出た後、春香と夢龍が偶然に出会った秘術師の姉妹。舞を天の神にささげて雨を請う力を持っている。
夜語（ヤゴ）
蓮姫を出た後、春香と夢龍が立ち寄った町・水月（スウォル）で出会った老女。鴉を使って声を届ける術などを使う、名高い秘術師。
闇青（アンチョン）
水月の両班が着任時に連れてきた青年秘術師。水月名産の水の花を独り占するため、水月に到着した日に、天の神を怒らせて町を干上がらせる。

## シングルCD
行人 KOUJIN（作詞：大川七瀬、作曲・編曲：外山和彦、歌：山根栄子）

## アメンオサの表記について
作中、中央政府直属で両班監視の為に派遣された隠密として「暗行御吏（アメンオサ）」が挙げられているが、正しい表記は「暗行御史」である。暗行御史も参照。

## 作品一覧
- 新・春香伝[一] 蓮姫（リョンフイ）（1992年10月20日号、セリエミステリーSPECIAL、白泉社）
- 新・春香伝[二] 水月（スウォル）（1993年8月20日号）
- 新・春香伝 懐旧譚（1994年2月20日号）
- 新・春香伝 昼食譚（1996年、ドラマCDブックレット）

### 既刊
- 新・春香伝（1996年12月、SERIE MYSTERY HLC PRESENTS、白泉社、ISBN 4-592-15550-5）
- 新・春香伝（2002年3月、白泉社文庫、白泉社、ISBN 4-592-88713-1） - 解説は尹仁完。